# VersaEmerge
VersaEmerge — американская рок-группа, образованная в 2005 году в Порт-Сент-Луси, штате Флорида. «Для некоторых людей музыка стала выбором, а для других это то, для чего они родились. VersaEmerge явно относятся к последним» — фраза, которая чаще всего используется как эпиграф к описанию группы.

## История группы

### Формирование состава группы и первый EP
В первом составе группы играли шесть человек (Spencer Pearson, Nick Osborne, Josh Center, James Lano, Blake Harnage, Anthony Martone, какое-то время в роли второго гитариста выступал Jerry Pierce). Блэйк Хэрнедж и Энтони Мартоун ранее играли в группе My Fair Verona, после распада которой ими и было решено создать собственную, новую группу..
В 2005 году группой VersaEmerge был выпущен первый EP, названный «Cities Built On Sand». Вскоре после этого вокалист группы Spencer Pearson вынужден был покинуть группу из-за переезда. После него ушли ещё трое участников, в итоге остались только гитарист Blake Harnage и барабанщик Anthony Martone. Они вынуждены были искать новых участников, и вскоре к ним присоединились басисит Devin Ingelido и гитарист James Lano. Немного позже в группе появилась и вокалистка — Сиерра Кастербек (Сиерра Кэй), которая через интернет отправила свои записи группе, так как в то время они вели поиски вокалиста именно таким образом. Хотя Мартоун, Лано и Инджелио не были уверены в этом выборе, Хэрнедж убедил их в праве девушки на участие в группе, и вскоре Кастербек присоединилась к VersaEmerge. Вряд ли парни тогда знали, что Сиерра, будучи 16-летней, лгала о своём возрасте, сказав, что ей уже 18.

### «Perceptions» и «VersaEmerge»
После долгих и упорных репетиций группа наконец-то начинает давать первые выступления дома и ездить в небольшие туры вместе с такими командами как Kiros, Our Last Night, There for Tomorrow и Craig Owens. 1 июня 2008 выходит виртуальный релиз — EP «Perceptions», доступный также на iTunes. Позже, в июле, появляется первое видео — «The Authors», включающее в себя нарезку из живых выступлений и кадров из жизни группы в туре.
Осенью VersaEmerge покидает Джеймс Лано и вскоре на его место возвращается Джерри Пирс.
В декабре 2008 записывающий лейбл Fueled By Ramen предлагает группе контракт, который в итоге будет подписан.
В январе 2009 VE отправляются в студию с James Pol Whisner (Underoath, Paramore), чтобы записать новый EP, получивший название одноимённое группе. EP увидел свет 3 февраля 2009 года и к июлю добрался до 44-й строчки Billboard Heatseekers chart. В этом же году они отправились в «The Secret Valentine Tour» вместе с We The Kings, The Maine, The Cab и There For Tomorrow, после которого число поклонников команды возросло, и они получили возможность играть на двух днях фестиваля Give It A Name’09 в Великобритании с Taking Back Sunday, Underoath, Thursday, Escape the Fate и Innerpartysystem.
После возвращения в Штаты группа практически сразу приняла участие в The Bamboozle’09 в Нью-Джерси. Затем последовал Vans Warped Tour, которому предшествовало кратковременное написание новых песен. В августе VersaEmerge продолжили сочинять материал для дебютного альбома. Этот процесс был прерван в связи с приглашением в OP Tour хедлайнеров Boys Like Girls при участии Cobra Starship, The Maine и A Rocket To The Moon.
В ходе тура на акустик-сетах Блэйк и Сиерра исполняли две новые песни: «Fixed At Zero» и «Figure It Out».

### Первый студийный альбом «Fixed At Zero»
19 сентября 2009 года в своём твиттере барабанщик и один из основателей группы Энтнои Мартоун объявил о своём уходе. Причины до сих пор не выяснены, так как никто из участников группы не хочет останавливаться на этом, по их словам, лично неприятном моменте. Во время тура за барабанной установкой сидел Спенсер Петерсон.
22 ноября 2009 года гитарист Джерри Пирс заявил также о своём уходе из VersaEmerge, по причинам, связанными с семьёй. Он уверил, что будет поддерживать дружеские отношения с оставшимися членами команды. Пирс играл вместе с группой до завершения тура, до 28 ноября.
В составе трио 25 января 2010 года VersaEmerge отправились в Майами для записи своего дебютного лонгплэя. Поначалу всё шло по плану, но незадолго до завершения работы у Девина Инджелидо были обнаружены кисты на голосовых связках. Ему потребовалась срочная операция, которая вскоре состоялась и прошла успешно. 27 февраля запись была официально завершена.
В начале апреля на шоу в SXSW (проводимое PureVolume) были исполнены четыре новые песни: «Fixed At Zero», «Mind Reader», «Figure it Out» и «You’ll Never Know.» Согласно официальному твиттеру группы, место барабанщика в данное время занимает Крис Поллок, однако не ясно, стал ли он уже официальным участником VersaEmerge.
В апреле появился поначалу неизвестный сайт, который оказался сайтом дебютного альбома команды. Именно там публикуются все новости об альбоме, получившем название «Fixed At Zero». Предзаказ альбома стал возможен на iTunes уже 11 мая 2010 года, а сам релиз альбома состоялся 22 июня 2010 года.

## Дискография

### Студийные альбомы
- Fixed At Zero (22 июня 2010)

### Мини-альбомы
- Cities Built On Sand (2005)
- Perceptions (1 июня 2008)
- VersaEmerge (3 февраля 2009)

## Участники группы

### Официальный состав
- Сиерра Кастербек (Sierra Kusterbeck) — ведущий вокал, тексты песен (2007 — настоящее время)
- Блейк Хэрнедж (Blake Harnage) — ведущая гитара, вокал, программирование (2005 — настоящее время)

### Бывшие участники
- Спенсер Петерсон (Spencer Peterson) — ведущий вокал (2005—2006), ударные (2009)
- Ник Осборн (Nick Osborne) — бас-гитара (2005—2006)
- Джош Центер (Josh Center) — ритм-гитара (2005—2007)
- ЭйДжи Доан (AJ Doan) — клавишные, программирование (2005—2007)
- Энтони Мартоун (Anthony Martone) — ударные (2005—2009)
- Джеймс Лано (James Lano) — ритм-гитара (2007—2008)
- Джерри Пирс (Jerry Pierce) — ритм-гитара, бэк-вокал (2008—2009)
- Девин Инджелидо (Devin Ingelido) — бас-гитара, бэк-вокал (2006—2011)

### Неофициальный участник (во время тура)
- Крис Поллок (Chris Pollock) — ударные (2010 — настоящее время)